# Olav Kjelbotn
Olav Kjelbotn (5 ottobre 1898 – 17 maggio 1966) è stato un fondista norvegese.

## Palmarès

### Mondiali
- Bronzo a Lahti 1926 nei 50 km.